# حقیقت (فیلم ۲۰۱۹)
حقیقت (به انگلیسی: The Truth) فیلمی محصول سال ۲۰۱۹ و به کارگردانی هیروکازو کورئیدا است. در این فیلم بازیگرانی همچون کاترین دنو، ژولیت بینوش، ایثن هاک، لودیوین سنیه، کلمنت گرنیر، مانون کلاول، کریستین کراهی، راجر ون هول، لوران کاپه‌لوتو و مایا سانسا ایفای نقش کرده‌اند.